# 齿叶水蜡烛
齿叶水蜡烛（学名：Dysophylla sampsonii）为唇形科水蜡烛属下的一个种。

## 扩展阅读
- 維基物種上的相關：齿叶水蜡烛